# Antonia Kwiatkowska
Antonia Kwiatkowska Bakúnina (en ruso: Антонина Ксаверьевна Квятковская, Antonina Ksavérievna Kviatkóvskaya) también conocida cómo Antonia Ksavaeva o Tosha Kwiatkowska,  (c. 1840 - ?), fue la esposa, secretaria y madre de los hijos del filósofo y activista Mijaíl Bakunin.

## Biografía general
Antonia era hija de Ksaveri Vasilevich Kwiatkowski, secretario de un noble de la Rusia blanca dedicado a la explotación aurífera en Siberia. Viviendo en Tomsk conoció a Bakunin en 1858, luego que este fue mandado al exilio tras haber pasado ocho años recluido en prisión; ese mismo año contraerían matrimonio.
Kwiatkowska era hija de padre ruso y madre polaca, profesando la religión católica. La relación entre la familia Kwiatkowski y Bakunin se inició cuando este fue contratado para dar clases de francés a Antonia y su hermana mayor Sofía. Bakunin y Kwiatkowska se casarían por la iglesia, muy posiblemente la Iglesia ortodoxa rusa, aunque esto no está del todo claro. Tras la fuga de Bakunin de Siberia Antonia partió rumbo a Londres con el objetivo de reencontrarse con su esposo; luego de su estancia en Londres partió junto a su esposo en una serie de correrías que le condujeron alrededor de Europa por países como Suecia y el reino de Italia y que finalmente la trasladarían rumbo a la población suiza de Lugano, lugar en donde permaneció hasta poco antes de la muerte de Bakunin, pues días antes ella había partido rumbo a Nápoles debido a los problema económicos de la familia. Kwiatkowskia y Bakunin tuvieron tres hijos: Carluccio, Sofía y Maruschka.
Después de la muerte de su primer esposo Antonia se uniría como pareja al anarquista italiano Carlo Gambuzzi, con quien tendría una hija de nombre Tania.

## Personalidad
Una de las descripciones más completas que se hicieran sobre la apariencia física y la personalidad de Antonia fue realizada por un tal Lev Mecnikov en 1864, cuando este acogiera a Bakunin y su familia como huéspedes en Florencia:

Su fisionomía era esa tan maravillosa que ha sido cantada por Pushkin en su célebre poema sobre Mazeppa y su ahijada. […]. En Antonia me disgustaban los ojitos de color gris acerado y la frialdad de la mirada. Pero en conjunto tenía una fisonomía que me explicaba perfectamente su papel de esposa de aquel viejo luchador. Delgadita, de pelo rizado, Antonia a veces parecía una encantadora joven, pero más a menudo parecía un muchacho; nunca le vi la impresión de ser una mujer. Desde el primer momento se notaba su origen polaco, es decir que era un ser mucho más capaz que los rusos de dar un lugar importante en su vida cotidiana e íntima a las cuestiones civiles y políticas. Se podía notar también la educación católica que había recibido y que había desarrollado en ella un carácter apasionado pero contenido, una tendencia a apartarse de la sensualidad o, más exactamente, a llevar los impulsos sensuales a la esfera espiritual.
Lev Mecnikov.

Por su parte el pintor Nikolai Ge llegaría a decir que Antonia "era una joven polaca extremadamente bella".
En cuanto a su formación intelectual es posible que esta no se correspondiera con la erudición de su esposo y su círculo más próximo, Bakunin llegó a describirla como una persona simple, afirmando incluso que ¨en su vida solo había leído un libro que merezca este nombre, Las Causas Célebres, […] y lo hizo solo porque tenía imágenes, así como también diría: ...Es un poco boba y no comparte en absoluto mis ideas, pero es muy encantadora y [...] extremadamente buena. Dicha opinión también fue compartida por el científico Grigori Vyrubov, quien a partir de una de sus visitas a Bakunin en su casa en Nápoles se formó la siguiente opinión:

Antonia ordinariamente, estaba sentada en el balcón y admiraba las estrellas [...]. Ella me hacía muchísimas preguntas: ¿Cuántas estrellas hay? ¿Están habitadas? ¿Quién las habita ¿? ¿Donde está el fin del universo? ¿Cómo se formó? Y así me planteaba estos y otros enigmas no resueltos del tipo que suele interesar a la gente que no hace nada que valga la pena o que no se entrega a asuntos serios. Era visible que la pobre joven, cuyos conocimientos no eran muy amplios, se aburría y no sabía como matar el tiempo.
Grigori Vyrubov

## Vida junto a Bakunin
La vida personal de Kwiatkowska y Bakunin se caracterizó por el rol de ama de casa que ella desempeñaba en el hogar formado por un matrimonio con una considerable diferencia de edad, viéndose ocupada de la estabilidad de este pese a las múltiples carencias económicas que pesaban sobre la familia; así mismo, Antonia fue el soporte de un Bakunin enfermo y achacoso, víctima de las secuelas físicas que sobre él había dejado el largo periodo que vivió en prisión, siendo también en muchas oportunidades transcriptora de los documentos redactados por su esposo. Bakunin describía a su esposa como una patriota eslava y una católica no fanática a quien amaba apasionadamente.